# Michele Toma
Michele Toma (ur. 9 sierpnia 1938 w Rzymie) – włoski zapaśnik walczący w stylu klasycznym. Olimpijczyk z Tokio 1964, gdzie odpadł w eliminacjach w kategorii do 57 kg.
Brązowy medalista mistrzostw Europy w 1969. Wicemistrz  igrzysk śródziemnomorskich w 1963 roku.